# Katholieke Kerk in Noord-Korea

Noord-Korea

De Katholieke Kerk in Noord-Korea maakt deel uit van de wereldwijde Katholieke Kerk, onder het geestelijk leiderschap van de paus en de curie in Vaticaanstad.
Het aantal katholieken in Noord-Korea is niet gekend omdat het land onder het communistisch regime geen godsdienstvrijheid kent en de christenen er vervolgd worden.
Voor de komst van het communistische regime in Noord-Korea in 1948 waren er veel kerken in Pyongyang. 
De laatste bisschop van Pyongyang, Francis Hong Yong-ho, werd sinds 10 maart 1962 opgegeven als vermist in het Annuario Pontificio en sinds dan is de aartsbisschop van Seoul apostolisch administrator voor Pyongyang.

## Geschiedenis
Het christendom bereikte Korea in 1795 met de komst van een Chinese katholieke missionaris, Wen-mow Tsjow. In 1801 waren er reeds meer dan 10 000 bekeerlingen. In hetzelfde jaar vond de eerste christenvervolging plaats, waarbij Tsjow en 300 christenen werden omgebracht.
In 1835 kwam de eerste Europese missioniaris, père Maubant van de Missions étrangères de Paris. In 1839 en 1866 vonden de tweede en derde vervolging plaats.
Vele christenen uit Noord-Korea zijn uitgeweken naar Zuid-Korea.

## Bestuurlijke indeling
Kerkprovincie Seoul:
- Aartsbisdom Seoul
  - Bisdom Chuncheon
  - Bisdom Daejeon
  - Bisdom Hamhung (Noord-Korea)
  - Bisdom Incheon
  - Bisdom Pyongyang (Noord-Korea)
  - Bisdom Suwon
  - Bisdom Uijongbu
  - Bisdom Wonju
- Immediatum

Bisdommen in Korea

  - Territoriale abdij Tokwon (Noord-Korea; bestuurd door abt van abdij Waegwan in Zuid-Korea)